# Private Practice (6.ª temporada)
A sexta temporada de Private Practice estreou em 25 de setembro de 2012 como uma série limitada de treze episódios. Private Practice foi renovada a uma sexta temporada em 11 de maio de 2012. Em 19 de outubro de 2012, após meses de especulação, a criadora da série, Shonda Rhimes, anunciou que a sexta temporada seria a última temporada da série. Foi confirmado que a produção terminou em 7 de dezembro de 2012 e que o episódio final havia sido gravado.

## Desenvolvimento
Private Practice foi renovada pela ABC para uma sexta temporada, que teve um número limitado de treze episódios, em 11 de maio de 2012. Em julho de 2012, foi anunciado que a temporada estrearia em 25 de setembro de 2012. Em 19 de outubro de 2012, após meses de especulação, a criadora da série Shonda Rhimes anunciou que a sexta temporada seria a última temporada da série. No final de dezembro de 2012, foi anunciado que o final da série de iria ao ar em 22 de janeiro de 2013, e apresentaria o casamento de Addison com Jake Reilly. Após o final, Shonda Rhimes disse: "Toda a temporada foi um final. Cada episódio (dedicado a cada personagem) funcionou para encerrar seus arcos", e "além disso, eu tinha um forte desejo de não terminar o show. Não no tradicional onde os personagens morrem ou se afastam ou fecham a clínica", em resposta aos fãs afirmando que eles não acreditavam que era um final verdadeiro.

## Elenco
| - Kate Walsh como a Dra. Addison Montgomery - Benjamin Bratt como o Dr. Jake Reilly - Paul Adelstein como o Dr. Cooper Freedman - KaDee Strickland como a Dra. Charlotte King - Brian Benben como o Dr. Sheldon Wallace - Caterina Scorsone como a Dra. Amelia Shepherd - Griffin Gluck como Mason Warner - Taye Diggs como o Dr. Sam Bennett - Amy Brenneman como a Dra. Violet Turner | - Matt Long como o Dr. James Peterson - Justina Machado como Stephanie Kemp - Carter MacIntyre como Nick Calhoun - Charlie Hofheimer como Ron Nelson - Chryssie Whitehead como Dana Nelson - Diane Farr como Miranda - Aloma Wright como Mildred Clemons - Missy Yager como Megan Stewart - Emily Rios como Angela Reilly - Marianne Jean-Baptiste como Gabi Rivera - Blue Deckert como Joe Price - Kylie Rogers como Sarah Nelson - Jack Bobo and Joey Bobo as Lucas Wilder | - Audra McDonald como a Dra. Naomi Bennett - Alex Rocco como Ed Diamanti - Robert Pine como Jim Wallace - Richard Roundtree como Raymond McCray - L. Scott Caldwell como Jillian McCray - Alfre Woodard como Dee Bennett - Deanna Dunagan como a Dra. Vivian Carlsmith - Marisol Nichols como Lily Reilly - Lee Garlington como Stella Peterson |

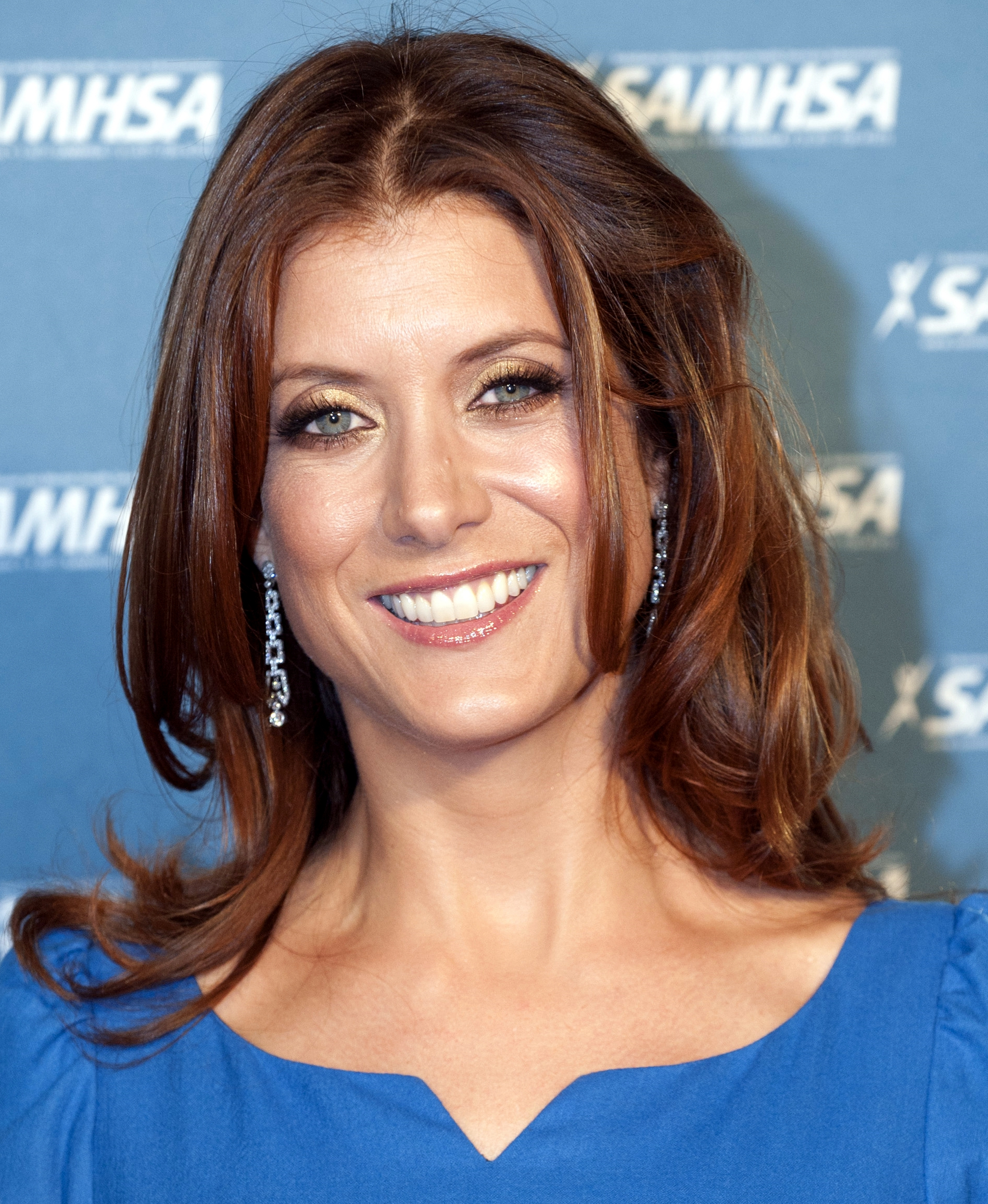
Kate Walsh interpretou Addison Montgomery durante toda a série.

Após a renovação da temporada, foi anunciado que Tim Daly não voltaria à série por razões orçamentárias, e seu personagem seria morto na estreia da temporada. Em junho de 2012, Kate Walsh anunciou que deixaria a série depois desta temporada, mas sugeriu que o prohrama poderia continuar sem ela. Benjamin Bratt, Paul Adelstein, KaDee Strickland, Brian Benben, Caterina Scorsone, Griffin Gluck, Taye Diggs, and Amy Brenneman retornaram como seus personagens para a sexta temporada. Em setembro de 2012, foi anunciado que o ator Matt Long tinha sido escalado em um papel recorrente como James Peterson, um potencial interesse amoroso por Amelia. Em setembro de 2012, foi anunciado que Alfre Woodard foi escalada como a mãe de Sam, Dee Bennett. Após meses de especulação, foi anunciado que Audra McDonald voltaria durante o final da temporada reprisando seu papel como Naomi Bennett. Em novembro de 2012, foi anunciado que Diane Farr foi escalada em um papel recorrente, nos últimos três episódios da série, como Miranda, um interesse amoroso de Sheldon.

## Enredo
Na estreia da sexta temporada, Violet descobre que Pete não apareceu na quadra e assume que ele fugiu, apenas para descobrir mais tarde que ele teve um ataque cardíaco correndo e morreu. Charlotte descobre que está grávida, mas está feliz porque seu DIU provavelmente irá destruir a gravidez, apenas para descobrir que ela está grávida de trigêmeos. Como Charlotte e Cooper lidam com trigêmeos, Violet tem que lidar com a morte de Pete e tentar criar seu filho sozinha. Sheldon lida com o fato de que ele tem câncer de próstata e se apaixona por uma paciente com câncer que é terminal. Addison tenta fazer seu relacionamento com Jake dar certo enquanto corre em dificuldades tentando adotar Henry, e ela eventualmente propõe Jake. Amelia, ainda lidando com o trauma de entregar uma criança sem um cérebro, finalmente decide dar outra chance ao amor quando conhece um médico de pronto socorro. O retorno de Naomi complica as coisas para ela e para Sam.

## Recepção
A sexta temporada da Private Practice estreou para 6,45 milhões de telespectadores com uma classificação/share de 1,9/5 da Nielsen no grupo demográfico de 18 a 49 anos. Em dezembro de 2012, "Aftershock" foi o episódio mais visto da temporada. "The World According to Jake" até agora é o episódio menos assistido das temporadas e da série, com 3,76 milhões de telespectadores e classificação/share de 1,0/3 entre o grupo demográfico de 18 a 49 anos. Em dezembro de 2012, a TV Guide classificou a temporada final de Private Practice com um B-, afirmando que Shonda Rhimes deu à série exatamente o que precisava quando a série estava começando a parecer "obsoleta".

## Episódios
| N.º na série | N.º na temp. | Título                                          | Dirigido por        | Escrito por                             | Exibição original      | Audiência (milhões) |
| --- | ------------ | ----------------------------------------------- | ------------------- | --------------------------------------- | ---------------------- | ------------------- |
| 99 | 1            | "Aftershock"                                    | Mark Tinker         | Barbie Kligman                          | 25 de setembro de 2012 | 6.45                |
| A escolha de Addison é revelada como sendo Jake. Sam começou um novo relacionamento com uma enfermeira. Violet acredita que Pete não pagou a fiança até que ela receba uma ligação do telefone de Pete, de um homem, dizendo-lhe que Pete teve um ataque cardíaco fatal enquanto estava em fuga. Quando Charlotte descobre que está grávida, mas ainda tem seu dispositivo intrauterino, ela acredita que vai abortar, mesmo pedindo a Addison para "não ser boa em seu trabalho" para aumentar suas chances de aborto espontâneo, mas quando ela volta, eles descobrem que Charlotte está grávida de trigêmeos. Amelia está sóbria há um ano e está abraçando a felicidade, enquanto Sheldon ainda está vendo sua ex-esposa e está feliz com ela, até que ele recebe notícias perturbadoras de Sam depois de seu físico anual. |              |                                                 |                     |                                         |                        |                     |
| 100 | 2            | "Mourning Sickness"                             | Ed Ornelas          | Jennifer Cecil                          | 2 de outubro de 2012   | 6.01                |
| Depois de ler o testamento de Pete, é revelado que ele quer que todos os seus amigos tenham uma festa em sua homenagem, então os médicos se reúnem na casa de Addison para relembrar. Sheldon trabalha com um paciente que quer cometer suicídio porque continua sonhando molestando uma garotinha. Depois de ouvir muitas histórias sobre o quão incrível Pete foi, Violet pega a maconha que Sam e ela encontraram no casaco de Pete, e vai para o banheiro e fica chapada com Cooper. Depois que Violet pede a Cooper para cuidar de Lucas, se algo acontecer com ela, Charlotte fica brava, mas acaba concordando. Perto do final da festa, Addison recebe um telefonema de Derek dizendo-lhe que Mark foi retirado o suporte de vida, depois que ela diz a Amelia, e confessa que ela quer que Amelia cuide de Henry se ela morrer. |              |                                                 |                     |                                         |                        |                     |
| 101 | 3            | "Good Grief"                                    | Bethany Rooney      | Gabe Fonseca                            | 9 de outubro de 2012   | 6.00                |
| Addison continua a lamentar por Mark, e não sabe se ela deveria falar com Jake sobre isso, mas eventualmente decide contar a ele tudo sobre seu passado. Isso leva Sam a contar tudo para sua nova namorada, para que ele possa começar tudo de novo. Violet vai ao aconselhamento de luto explicando que seu coração está partido e que seu filho, Lucas, finalmente sabe que Pete não está voltando para casa. Charlotte decide contratar um novo médico de emergência, para que ela possa parar de trabalhar em todos os turnos duplos e passar mais tempo com Cooper e Mason. Sheldon ainda não quer falar com Sam, já que ele fez o teste para descobrir se ele tem câncer de próstata sem a permissão de Sheldon. Amelia tenta ajudar Violet fazendo com que as pessoas falem com ela, o que elas tomam muito literalmente. |              |                                                 |                     |                                         |                        |                     |
| 102 | 4            | "You Don't Know What You've Got Till It's Gone" | Ann Kindberg        | Fred Einesman                           | 23 de outubro de 2012  | 4.58                |
| Charlotte contrata um novo assistente de emergência, o Dr. James Peterson, para substituir Pete, prometendo a ele um pronto-socorro apenas para ter uma noite chuvosa em Los Angeles. Todos os médicos lidam com seus pacientes. Addison tem que lidar com uma mulher grávida tendo seu quarto filho, e seu marido que parece sempre ter os mesmos sintomas que ela, apenas para descobrir que o marido tem uma infecção na medula espinhal, então Amelia e o novo médico de emergência correm para salvar a vida do homem. Sheldon continua tratando seu paciente suicida. Cooper e Violet lidam com uma garotinha que quebrou o braço e cujos pais continuam brigando por perto. As coisas pioram quando a menina desaparece, e Sheldon suspeita de seu paciente. O relacionamento de Sam chega ao fim quando Addison acidentalmente revela a seu namorada que eles costumavam namorar, e que eles moram ao lado um do outro, coisas que ela assumiu que já conhecia. Charlotte está chocada que o Dr. Peterson tenha descoberto que está grávida. |              |                                                 |                     |                                         |                        |                     |
| 103 | 5            | "The Next Episode"                              | Jeannot Szwarc      | Zahir McGhee                            | 13 de novembro de 2012 | 3.72                |
| Depois que Sam é convidado a ter sua vida filmada como um piloto de reality show, ele é seguido por dias para ver como sua vida realmente trata. A mãe de Sam chega à cidade e vê Addison em um encontro desajeitado, como Addison sabe de tudo, com seu chefe e sua esposa, quando ele precisa de uma cirurgia cardíaca. Depois de lhe dar a má notícia, Sam descobre que sua mãe e seu chefe estão tendo um caso há quarenta anos. Violet, Cooper e James continuam procurando a menina que desapareceu dias antes. Em uma festa que Sam planejou para reunir todo mundo, uma ideia que os produtores do reality show inventaram, o chefe de sua mãe desmorona no chão. Quando eles o colocam em uma cirurgia, Sam descobre que ele precisa de um novo pulmão, apenas para a esposa do chefe dizer a Sam que ele é seu pai. Quando Sam diz que vai doar uma parte do pulmão para o pai, o pai diz que está pronto para ir para casa. |              |                                                 |                     |                                         |                        |                     |
| 104 | 6            | "Apron Strings"                                 | Amyn Kaderali       | Elizabeth J. B. Klaviter                | 20 de novembro de 2012 | 4.24                |
| Addison fica preocupada quando a mãe biológica de Henry volta e começa a querer ver Henry mais e mais. James tem um paciente no pronto-socorro que é amigo e mentor de Addison. Depois de visitar sua amiga, Addison aparece em um paciente idoso, cuja filha é desafiada e é alvo de gritos. Mais tarde, no escritório, Addison recebe documentos informando que ela está sendo processada. Cooper lida com não saber quem são seus pais e explica-lo para Mason. Depois que o mentor de Addison descobre que ela está morrendo, ela consegue seus assuntos juntos, com Addison descobrir que o mentor tinha uma filha e promete entregar uma carta para ela. Em uma reunião para discutir a mulher processando-a, Addison concorda em dar-lhe qualquer quantia de dinheiro. Quando Addison retorna para visitar seu mentor, ela descobre que ele morreu e vai encontrar sua filha para explicar tudo o que aconteceu. Em casa, Addison propõe Jake. |              |                                                 |                     |                                         |                        |                     |
| 105 | 7            | "The World According to Jake"                   | Allison Liddi Brown | Christopher Fife                        | 21 de novembro de 2012 | 3.76                |
| Depois que Jake não diz nada em resposta à proposta de Addison, ela faz com que ele prometa nunca mais dizer nada sobre isso. James continua a perguntar a Amelia. Jake descobre que o novo namorado de Angela é um de seus professores universitários. Jake se prepara para se encontrar com a assistente social para que ela possa aprová-lo, para que Addison possa adotar totalmente Henry. Ele fica preocupado quando ela precisa de impressões digitais, porque ele entrou em uma briga há anos. Violet continua ajudando os pais da garota desaparecida na terapia. A paciente de Jake, Megan, continua tentando engravidar depois de perder o último bebê. Jake começa a conversar com sua esposa morta e entra em uma briga com Addison depois que ela insiste que Megan precisa parar de ficar tão preocupada. Jake tenta convencer Amelia a sair com James, dizendo que ela merece ser feliz. No jantar com Angela, Jake ameaça o namorado, tentando fazê-los terminar o relacionamento. Depois de ter Angela invadindo a casa durante a reunião com Mildred, Addison está convencido de que está tudo bem. Jake diz a Addison que se ela ainda quer passar o resto de sua vida com ele, então ela deve perguntar a ele novamente. Ela faz e é presenteada com um anel de noivado.                                                  |              |                                                 |                     |                                         |                        |                     |
| 106 | 8            | "Life Support"                                  | Mark Tinker         | Jennifer Cecil & Barbie Kligman         | 4 de dezembro de 2012  | 4.42                |
| Cooper quebra a quarta parede, neste episódio, quando ele se dirige ao público sobre a gravidez de Charlotte. Cooper traz para Charlotte seu café da manhã, apenas para ela acordar e ter sua bolsa de água. Em uma série de flashbacks, Charlotte fica brava quando descobre que Cooper não manteve a gravidez em segredo. Addison tenta conversar com Charlotte sobre suas opções, mas Charlotte fica chocada quando Cooper começa a sugerir o término de uma das vidas dos bebês. Violet faz um novo amigo de seu grupo de luto. Charlotte e Cooper são expulsos da aula de Lamaze por zombar de todas as pessoas da turma. Cooper e Charlotte discutem sobre que religião educar as crianças e descobrem que todos os trigêmeos são meninas. Amelia fala com Charlotte para deixá-la fazer um chá de bebê para os bebês. No hospital, Addison é forçada a entregar uma das trigêmeas às 26 semanas, horrorizando Charlotte e Cooper. Addison tem que costurar o colo do útero de Charlotte, então ela não entrega nenhum dos bebês cedo. Cooper diz a Charlotte que o bebê viveu, e ela começa a chorar, já que ela não pode ver o bebê quando está na posição de Trendelenburg, então os outros bebês não são entregues cedo. |              |                                                 |                     |                                         |                        |                     |
| 107 | 9            | "I'm Fine"                                      | Scott Printz        | Gabe Llanas                             | 11 de dezembro de 2012 | 3.87                |
| Depois que Sheldon diz a sua ex-esposa sobre seu câncer e ela decide deixá-lo, ele começa a fazer quimioterapia e terapia para ajudá-lo no tempo difícil. Enquanto ele está indo para quimioterapia e terapia, a busca pela menina desaparecida continua. Sheldon acredita que seu paciente a levou e luta para fazê-lo confessar. Ele começa a se relacionar com outro paciente que tem câncer de mama, Miranda. Ela não vem para quimioterapia um dia, convence Sheldon que ela morreu. Na terapia, seu terapeuta se pergunta se Sheldon está convencido de que seu paciente levou a menina, porque ele injustamente o acusou. Amelia descobre o noivado de Addison. Na terapia, Violet tenta fazer com que os pais da menina continuem orando. Após a última sessão de terapia com seu paciente, Sheldon o coloca sob um controle psiquiátrico de 5150 e vai até sua casa para encontrar Sarah. Depois de invadir quase toda a casa, eles estão convencidos de que estão errados, até encontrá-la no porão, escondida debaixo de uma cama. Miranda volta à quimioterapia dizendo que era problema no carro, e Sheldon declara que ele quer estar com ela, mesmo que o câncer seja terminal. |              |                                                 |                     |                                         |                        |                     |
| 108 | 10           | "Georgia on My Mind"                            | Karen Gaviola       | Jennifer Cecil & Barbie Kligman         | 18 de dezembro de 2012 | 3.84                |
| Depois que Charlotte é colocada em repouso na cama, ela espera passar dois dias sem contrações para poder sair da posição de Trendelenburg. Cooper continua na UTI para se certificar de que ninguém perde nada com a recém-nascida menina. Charlotte e Cooper não conseguem concordar sobre o nome do novo bebê. Charlotte faz Stephanie ser sua enfermeira, pois descobre que todas as outras enfermeiras não estão à altura de seus padrões. Todos os médicos tentam visitar Charlotte em momentos diferentes para que ela não enlouqueça. Charlotte descobre que Mason começou a atuar na escola, iniciando uma briga com outra criança. Com o início da época de Natal, Mason e Cooper vão encontrar uma árvore para a casa. Mason insiste que a árvore deve ser colocada no quarto de Charlotte. Charlotte tenta reunir Sam e Stephanie depois de descobrir por que eles se separaram, eventualmente conseguindo. Depois que Cooper e Mason decoram a árvore, a água de Charlotte quebra. Os outros dois bebês estão no útero há pouco mais de 34 semanas. Quando eles vão entregar os bebês, Charlotte os faz parar para que ela possa ver sua filha na UTI. Ela o chama de Georgia, e ela e os médicos saem para entregar os outros dois bebês.                                                                                        |              |                                                 |                     |                                         |                        |                     |
| 109 | 11           | "Good Fries Are Hard to Come By"                | James Larkin        | Elizabeth J. B. Klaviter & Zahir McGhee | 8 de janeiro de 2013   | 4.01                |
| Depois de ouvir sua televisão, e alguns conselhos de Jake, Amelia decide finalmente sair com James, depois de várias datas fracassadas que Addison e Violet a montaram. Depois de dois encontros, Amelia começa a acreditar que James não está com ela. Depois que ela aceita um encontro com outra pessoa, James vem e a beija, fazendo-a perceber que ele está interessado. James e Amelia trabalham juntos em um paciente que tem uma convulsão em nenhum lugar. Enquanto o relacionamento deles continua a florescer, Amelia vai até Charlotte pedir conselhos sobre preservativos, mas quando eles estão prestes a fazer sexo, Amélia pensa em Ryan. No dia seguinte, Amelia vê que James nunca saiu, e eles começam um relacionamento. Mais tarde, Amelia conhece os pais de James e fica ofendida quando pensa que James estava tentando calá-la. Depois que ela vai visitar Charlotte, ela vê que ela estava sendo idiota e vai consertar as coisas com James. Quando o paciente é admitido no hospital para outra convulsão, percebe que o problema não é o cérebro, mas o coração. Ambos professam seu amor um pelo outro. |              |                                                 |                     |                                         |                        |                     |
| 110 | 12           | "Full Release"                                  | Ann Kindberg        | Eric Haywood                            | 15 de janeiro de 2013  | 4.10                |
| Enquanto Charlotte entra em trabalho de parto com os outros dois bebês, todos começam a sugerir nomes de bebês até Charlotte afirmar que apenas Mason e Cooper devem ajudá-la. James pergunta a Amelia se ela quer ter outro filho. Cooper vai caçar em casa e tem que convencer o dono de uma casa de que ele é um candidato melhor do que outro casal. Addison tem sua audiência sobre Henry, e descobre que ela pode não conseguir manter Henry por causa do passado de Jake, forçando-a a escolher entre seu bebê e seu noivo. Violet encontra um homem na livraria, mas não consegue flertar com ele quando começa a relembrar com Pete. Ela concorda em ser amiga desse homem. Charlotte entra em trabalho de parto e entrega o primeiro bebê sem problemas, mas o segundo bebê está virado para o lado, então Addison é forçada a girar o bebê dentro do útero de Charlotte. Sheldon conta a Sam sobre seus tratamentos para o câncer de próstata e como ele e Miranda realmente se conheceram. Amelia diz a James que quer outro bebê. Charlotte decide nomear as meninas Georgia, Caroline e Rachel. Jake se aproxima do juiz quando ele descobre que Addison pode não conseguir manter Henry, e explica por que ele bateu em um homem. Ele então chega em casa e pergunta a Addison quando ela quer se casar, porque eles têm Henry. |              |                                                 |                     |                                         |                        |                     |
| 111 | 13           | "In Which We Say Goodbye"                       | Mark Tinker         | Shonda Rhimes                           | 22 de janeiro de 2013  | 5.32                |
| Addison e Jake se casam. Sam e Naomi dormem juntas no casamento. Três meses depois, Cooper tenta lidar com a vida como um pai em casa, mas depois de não dormir, ele convence Charlotte a contratar uma babá. Violet diz a seu paciente que ela não precisa mais de terapia, depois que ela é aceita na maior escola de culinária do mundo. Naomi retorna grávida do bebê de Sam. Addison tenta convencer Naomi a contar a Sam sobre o bebê, mas Naomi não quer quando ela descobre que Sam não quer um filho. Addison diz a Sam que Naomi ainda o ama, e ele viaja para Nova York para reconquistá-la. Amelia e James continuam seu relacionamento. Charlotte volta a trabalhar depois de sua licença maternidade. Addison tem que se ajustar à vida de casado. Ela grava um vídeo para o dia do casamento de Sam e Naomi. Sheldon tem que lidar com Miranda morrendo, e diz a ela que ele quer estar com ela a cada passo do caminho. Jake percebe que ele não pode mudar a vida de Angie e promete que ele não vai mais se meter em sua vida amorosa. Violet decide escrever outro livro, nomeando-o como "Private Practice". Alguns de seus colegas desaprovam enquanto outros a apoiam, enquanto a câmera sai da cozinha e os elevadores se fecham pela última vez.                                                                       |              |                                                 |                     |                                         |                        |                     |

## Audiência
| № na série | № na temporada | Episódio                                        | Exibição original      | Horário (EST)     | Rating/Share (18–49) | Audiência (em milhões) |
| ---------- | -------------- | ----------------------------------------------- | ---------------------- | ----------------- | -------------------- | ---------------------- |
| 99         | 1              | "Aftershock"                                    | 25 de setembro de 2012 | Terça-feira 22:00 | 1.9/5                | 6.45                   |
| 100        | 2              | "Mourning Sickness"                             | 2 de outubro de 2012   | Terça-feira 22:00 | 1.6/4                | 6.01                   |
| 101        | 3              | "Good Grief"                                    | 9 de outubro de 2012   | Terça-feira 22:00 | 1.6/4                | 6.00                   |
| 102        | 4              | "You Don't Know What You've Got Till It's Gone" | 23 de outubro de 2012  | Terça-feira 22:00 | 1.4/4                | 4.58                   |
| 103        | 5              | "The Next Episode"                              | 13 de novembro de 2012 | Terça-feira 22:00 | 1.1/3                | 3.72                   |
| 104        | 6              | "Apron Strings"                                 | 20 de novembro de 2012 | Terça-feira 22:00 | 1.3/4                | 4.24                   |
| 105        | 7              | "The World According to Jake"                   | 21 de novembro de 2012 | Terça-feira 22:00 | 1.0/3                | 3.76                   |
| 106        | 8              | "Life Support"                                  | 4 de dezembro de 2012  | Terça-feira 22:00 | 1.2/3                | 4.42                   |
| 107        | 9              | "I'm Fine"                                      | 11 de dezembro de 2012 | Terça-feira 22:00 | 1.2/4                | 3.87                   |
| 108        | 10             | "Georgia on My Mind"                            | 18 de dezembro de 2012 | Terça-feira 22:00 | 1.2/3                | 3.84                   |
| 109        | 11             | "Good Fries Are Hard to Come By"                | 8 de janeiro de 2013   | Terça-feira 22:00 | 1.1/3                | 4.01                   |
| 110        | 12             | "Full Release"                                  | 15 de janeiro de 2013  | Terça-feira 22:00 | 1.2/3                | 4.10                   |
| 111        | 13             | "In Which We Say Goodbye"                       | 22 de janeiro de 2013  | Terça-feira 22:00 | 1.5/4                | 5.32                   |

## Lançamentos em DVD
| Private Practice: The Complete Sixth and Final Season                             |                                                                                   |                                                                                   |                                       |                                       |                                       |
| Detalhes do conjunto                                                              | Detalhes do conjunto                                                              | Detalhes do conjunto                                                              | Características especiais             | Características especiais             | Características especiais             |
| - 13 episódios - Conjunto de três discos - Em inglês (Dolby Digital 5.1 Surround) | - 13 episódios - Conjunto de três discos - Em inglês (Dolby Digital 5.1 Surround) | - 13 episódios - Conjunto de três discos - Em inglês (Dolby Digital 5.1 Surround) | - Cenas deletadas - Erros de gravação | - Cenas deletadas - Erros de gravação | - Cenas deletadas - Erros de gravação |
| Datas dos lançamentos                                                             |                                                                                   |                                                                                   |                                       |                                       |                                       |
| Região 1                                                                          | Região 1                                                                          | Região 2                                                                          | Região 2                              | Região 4                              | Região 4                              |
| 7 de maio de 2013                                                                 | 7 de maio de 2013                                                                 | 2 de dezembro de 2013                                                             | 2 de dezembro de 2013                 | 5 de novembro de 2013                 | 5 de novembro de 2013                 |